# Jan Lechoń
Jan Lechoń, właśc. Leszek Józef Serafinowicz (ur. 13 marca 1899 w Warszawie, zm. 8 czerwca 1956 w Nowym Jorku) – polski poeta, prozaik, krytyk literacki i teatralny, współtwórca grupy poetyckiej Skamander, autor dziennika.

## Życiorys
Urodził się w pałacu Teppera przy ul. Miodowej 7 w rodzinie o korzeniach tatarskich. Był synem Władysława Serafinowicza herbu Pobóg (1860–1938) i Marii z Niewęgłowskich herbu Jastrzębiec (1864–1942). Miał dwóch braci – Zygmunta Serafinowicza (1897–1971; pedagoga i dyrektora szkół w Zakładzie dla Niewidomych w Laskach) i Wacława Serafinowicza (1901–1946).

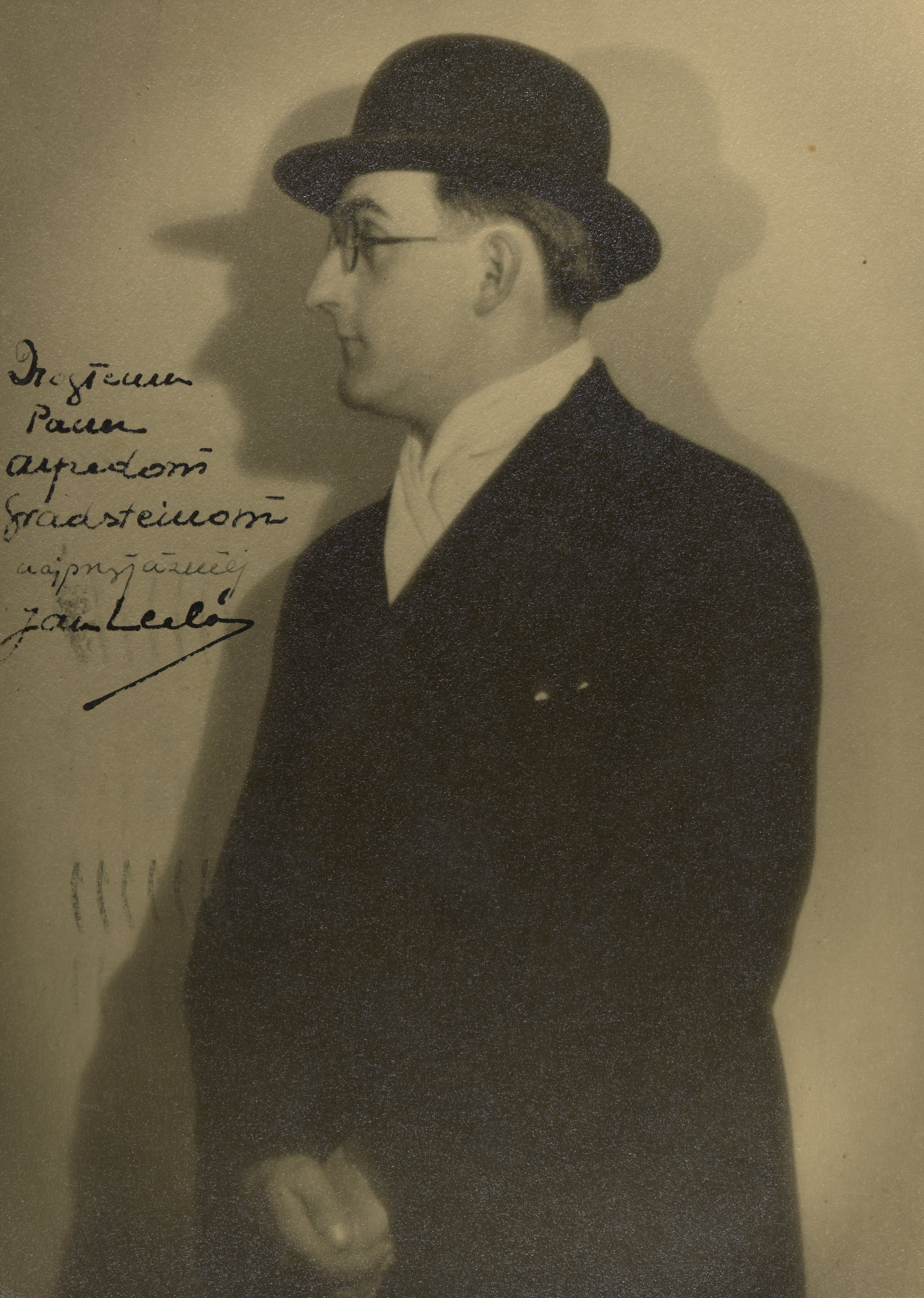
Jan Lechoń, 1931 r.

W latach 1907/1908 rozpoczął naukę w szkole im. Stanisława Staszica z polskim językiem wykładowym, a w 1911 przeniósł się do szkoły klasycznej im. Emiliana Konopczyńskiego, w której zasłynął jako szkolny poeta. W grudniu 1912 nakładem ojca ukazał się jego debiutancki tomik wierszy Na złotym polu. W 1914 wydał kolejny Po różnych ścieżkach dedykowany Leopoldowi Staffowi. Oba zbiory wierszy ukazały się pod pseudonimem Jan Lechoń.
W 1916 Lechoń zdał maturę i rozpoczął studia z zakresu filologii polskiej na wydziale filozoficznym Uniwersytetu Warszawskiego, jednak nigdy ich nie ukończył. W tym czasie współredagował czasopismo „Pro Arte et Studio”. Był współzałożycielem kawiarni „Pod Picadorem” i grupy poetyckiej „Skamander”, to on wymyślił jej nazwę, wygłosił także słowo wstępne na pierwszym jej publicznym występie 6 grudnia 1919.
W czasie wojny polsko-bolszewickiej pracował w Biurze Prasowym Wodza Naczelnego Józefa Piłsudskiego. Współtworzył kabaret literacki „Pikador”, który miał swoją siedzibę w kawiarni „Pod Picadorem”. Należał do zarządu Związku Zawodowego Literatów Polskich, był sekretarzem generalnym PEN Clubu. Publikował w „Wiadomościach Literackich”.
Debiutował mając 21 lat tomem wierszy Karmazynowy poemat (1920), który przyjęto z entuzjazmem. Stawiane sobie wysokie wymagania, wcześnie ujawnione poczucie niemocy twórczej (nękające go, mimo spełnień artystycznych, przez całe życie), także problemy osobiste na tle biseksualnej jeszcze wówczas orientacji seksualnej poety (zakochanego w Wandzie Serkowskiej), później już tylko homoerotycznej, stały się podstawą depresji, a w jej wyniku – nieudanej próby samobójczej w marcu 1921, po której Lechoń leczył się w szpitalu psychiatrycznym w podkrakowskich Batowicach, dokąd zawiózł go Kazimierz Wierzyński, który to zrelacjonował. Spędził wtedy w różnych sanatoriach, m.in. w Rabce, dłuższy czas. Lekarzami Lechonia byli m.in. Edward Flatau, Eugeniusz Artwiński i Cezar Onufrowicz (który jako pierwszy doradzał mu spisywanie dziennika w celach terapeutycznych, co poeta wówczas zlekceważył).
W latach 1926–1929 był redaktorem pisma satyrycznego „Cyrulik Warszawski”. W 1927 wziął udział w sprowadzeniu prochów Juliusza Słowackiego do Polski i pogrzebie na Wawelu. Słowacki był najbliższym mu poetą, a wartę przy trumnie Lechoń sprawował z poruszającą powagą.
W latach 1930–1939 był attaché kulturalnym ambasady polskiej w Paryżu. Zasługą wielu jego starań była w 1935 premiera baletu Harnasie Karola Szymanowskiego w Operze Paryskiej. Prawie udało mu się też doprowadzić w 1939 do premiery sztuki Iwaszkiewicza Lato w Nohant w Comédie-Française (wszystkie ustalenia przekreślił wybuch wojny). Podczas pobytu w Paryżu łączyła go przyjaźń z malarzem Józefem Rajnfeldem, jednak po wybuchu wojny nie pomógł błagającemu o wsparcie przyjacielowi, który wkrótce, poszukiwany jako Żyd przez Gestapo odebrał sobie życie.
Po klęsce Francji wyjechał do Brazylii (przebywał tam m.in. z zaprzyjaźnionym Julianem Tuwimem), a później do Stanów Zjednoczonych, gdzie zamieszkał w Nowym Jorku. Brał udział w życiu tamtejszej Polonii. Przyjaźnią otaczali go osiadli w USA światowej sławy klawesynistka Wanda Landowska, malarz Rafał Malczewski, a zwłaszcza poeta Kazimierz Wierzyński. Prowadził ożywioną korespondencję, m.in. z Ewą Curie (poznaną w czasach paryskich) oraz „odwiecznym” przyjacielem Mieczysławem Grydzewskim, osiadłym w Londynie i redagującym tam tygodnik społeczno-kulturalny Wiadomości (kontynuację Wiadomości Literackich na uchodźstwie), które Lechoń czytał z aprobatą i w których publikował nowe wiersze. Śledził życie kulturalne w kraju i na obczyźnie, źle oceniając powrót Tuwima do stalinowskiej Polski (zerwał z nim przyjaźń) i z „furią” (jak wyznawał w dzienniku) czytając paryską „Kulturę” (zwłaszcza teksty Miłosza i Gombrowicza).
Lechoń był współzałożycielem Polskiego Instytutu Nauk i Sztuk w USA. Współpracował z radiem, redagował wiele periodyków polonijnych. Z tej jego aktywności oraz z umiłowania wielkiej a niedocenionej w świecie – jak sądził i powtarzał w dziennikach – kultury polskiej narodził się eseistyczny tom O literaturze polskiej, stanowiący w intencji Lechonia próbę ukazania uniwersalnego wymiaru zwłaszcza romantyzmu polskiego.

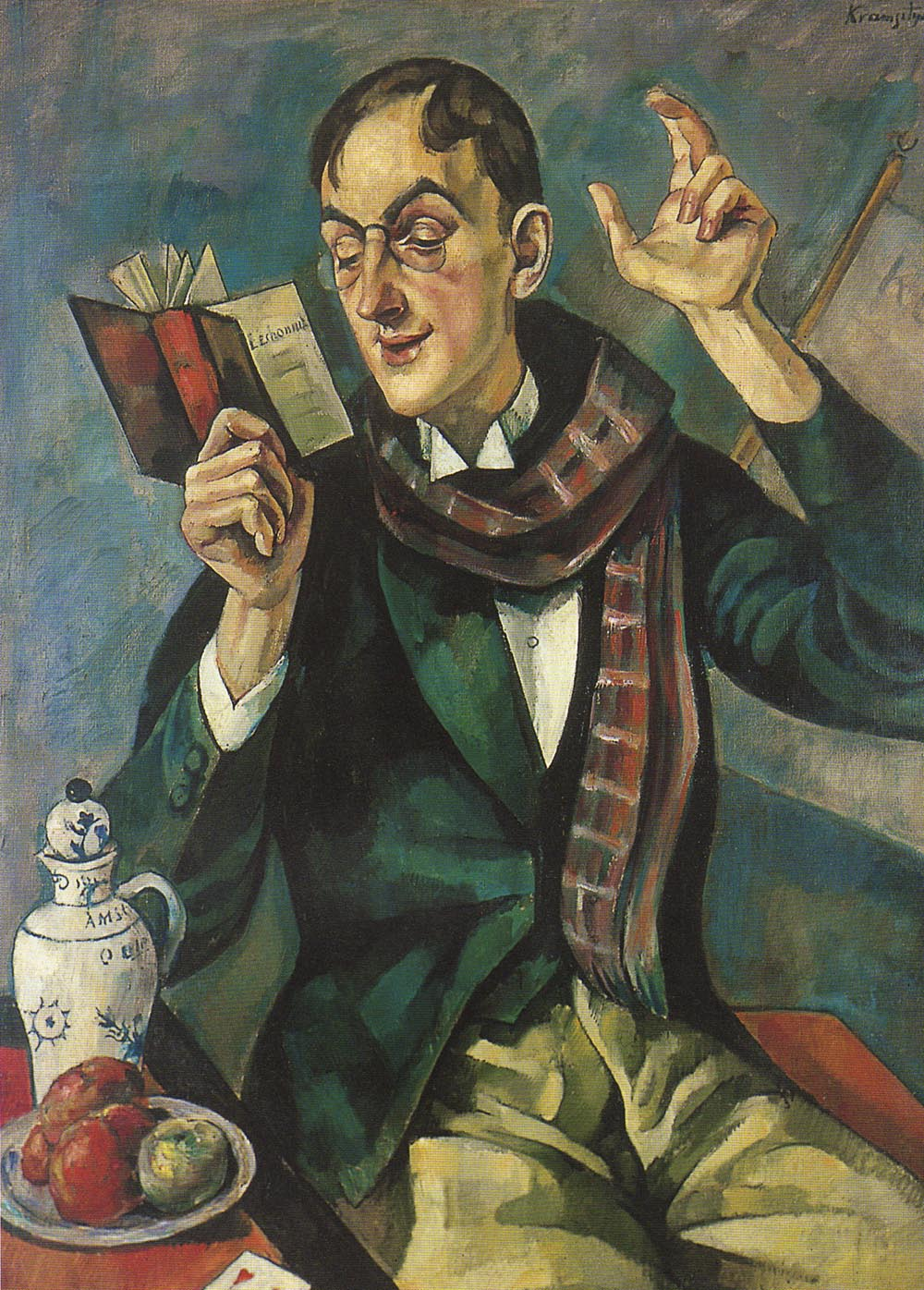
Portret autorstwa Romana Kramsztyka (1919)

Mimo tej aktywności stan psychiczny Lechonia nie był dobry. Źle znosił oddalenie od Polski (której tradycję i kulturę nieustannie, jak świadczy dziennik, analizował i przeżywał) oraz zniewolenie ojczyzny przez ZSRR i jej sowietyzację. Dręczyło go powikłane życie osobiste, skrywany z lękiem przed Polonią homoseksualizm. Nękała też samotność, której nie stłumił stały partner poety Aubrey Johnson (określany w dzienniku jako „najdroższa osoba”). Za radą psychiatry Lechoń zaczął systematycznie pisać dziennik: pierwszy zapis jest z 30 sierpnia 1949, a ostatni z 30 maja 1956, na 9 dni przed śmiercią. Miał być to lek na nerwicę poety, jednak nie pomógł. 

### Samobójstwo
Lechoń podjął drugą w życiu próbę samobójczą, tym razem skuteczną. Zginął skacząc z dwunastego piętra hotelu Hudson. Jako motyw podawano poufnie „zaszczucie ze strony środowiska polonijnego” potęgujące depresję. Według jednej z hipotez miał być represjonowany przez niektórych tamtejszych Polaków za swą orientację homoseksualną. Skrywaną orientację Lechonia znał, sam biseksualny, Jarosław Iwaszkiewicz, pisała o niej również w swoich pamiętnikach Anna Iwaszkiewiczowa. Pełne, niezawoalowane szczegóły z życia Lechonia zawarte zostały również w książce Józefa Adama Kosińskiego Album rodzinne Jana Lechonia. W kręgu Polonii nowojorskiej wiedział o tym bratersko bliski poecie Kazimierz Wierzyński, lecz też nieżyczliwi mu hipokryci. Głośno stawiano inną hipotezę, za wspomnieniami znajomego działacza socjalistycznego i niepodległościowego Adama Ciołkosza (który nie znał jednak życia osobistego Lechonia, mając z nim relacje tylko w ramach polonijnych debat politycznych), że przyczyną samobójstwa była rozpacz z powodu komunistycznego zniewolenia Polski. Lechoń był konserwatystą oraz antykomunistą, a sytuacja Polski go przygnębiała. O samobójstwie Lechonia tak pisał Kazimierz Wierzyński: 

Leszek wyskoczył z wysokiego piętra, nie wiadomo z którego, w hotelu Henry Hudson 8-go, w piątek, w południe, koło 1:35–1:45. Spadając zaczepił o coś, może o balkony, miał połamane nogi, rozbitą prawą część twarzy, brodę i usta. Zabił się na miejscu.

W 1991 prochy poety ekshumowano z cmentarza Calvary w Queens w Nowym Jorku i pochowano na cmentarzu Leśnym w Laskach we wspólnym rodzinnym grobie wraz z rodzicami Władysławem i Marią Serafinowiczami.

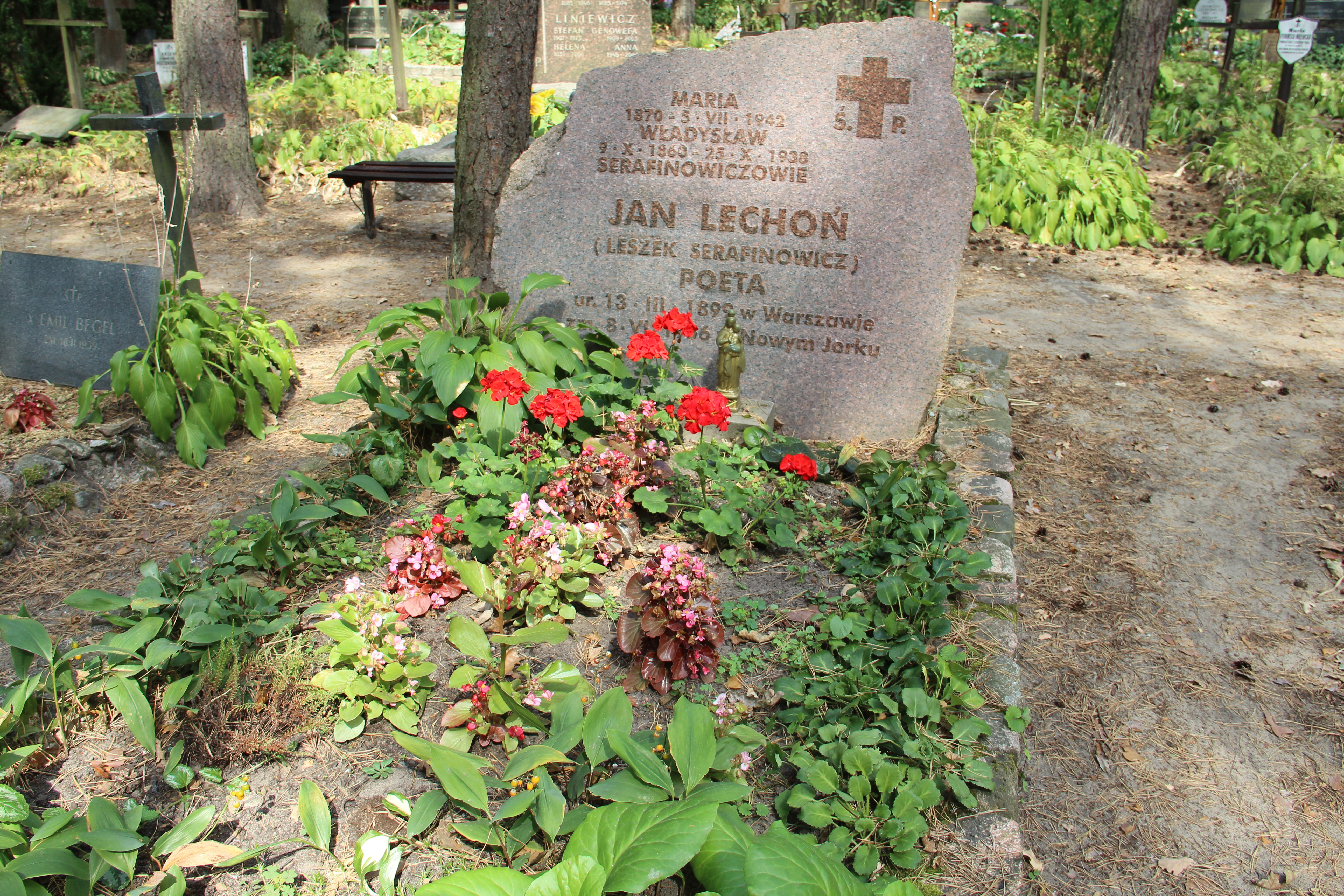
Grób Jana Lechonia na cmentarzu leśnym w Laskach

## Twórczość

### Liryka

#### Iuvenilia
Debiutował w wieku 13 lat tomikiem Na złotym polu. Dwa lata później wydał Po różnych ścieżkach. W 1916 w Pomarańczarni wystawiono jego nokturn dramatyczny W pałacu Stanisława Augusta. Wcześnie został rozpoznany jego wrodzony talent poetycki. Były to jednak tylko iuvenilia.

#### Debiut i dojrzałość
Właściwy debiut stanowił szczupły objętościowo tom Karmazynowy poemat, wydany w styczniu 1920 w Warszawie przez Jakuba Mortkowicza (wydanie 2. w 1922, pomnożone o wiersz Pani Słowacka), dedykowany Żeromskiemu, a przyjęty ze zgodnym entuzjazmem przez krytykę i publiczność. Tematem jest najpierw Polska, jej historia, którą odsłaniają osoby dawne – Maurycy Mochnacki, krytyk i pianista (poemat Mochnacki, z filmowo ujętym obrazem koncertu wirtuoza), rozmarzona matka poety, Salomea Bécu (Pani Słowacka) – oraz współczesne – malarz dziejów polskich (Jacek Malczewski), odnowiciel Polski niepodległej (Piłsudski), a także zbiorowość – polska szlachta sarmacka (epicko odmalowany Sejm czasów baroku). Lechoń maluje historię (z dbałością o szczegóły obrazu epok) i ją rozważa: w duchu polemiki w wierszach Herostrates (który otwiera tom) i Sejm, lecz w końcu z aprobatą dla patosu dziejów i patriotyzmu przodków. Tematem tomu jest też kultura: Lechoń nasyca wiersze mnogością odwołań do literatury (Słowacki), malarstwa (Malczewski), muzyki romantycznej. Odsłania wymiar metafizyczny kultury, która określa tożsamość, świadomą egzystencję osoby ludzkiej. Tom bliski jest estetyki syntezy sztuk, ujawnia znamienną dla całej późniejszej twórczości Lechonia fascynację wielką tradycją kultury (zwłaszcza baroku i romantyzmu) oraz wrażliwość na malarstwo i muzykę. Lechoń stosuje styl wyrafinowany, barokowo kunsztowny i malarski, sięga po romantyczny patos, klasycystyczną wzniosłość, także rozmaitość rytmiczną, przy zachowaniu spójnej wersyfikacji zbioru, napisanego wierszem sylabicznym (ulubionym później dla Lechonia trzynastozgłoskowcem). Styl tomu harmonizuje z tytułem całości, czyniąc z książki swoisty poemat o polskiej przeszłości (której znakiem w obrębie tytułu jest karmazyn jako ulubiona barwa szat szlacheckich).
W 1924 wydał liczący 20 utworów tom (broszurowo oprawny) Srebrne i czarne. „Malarsko” określony tytuł zbioru odnosi się metaforycznie do dwóch podstawowych jego tematów. Są to: miłość (pojmowana melancholijnie jako nieodłączna od poczucia niespełnienia i smutku) i śmierć. Ujawnia to już otwierający książeczkę wiersz bez tytułu, o incipicie „Pytasz, co w moim życiu z wszystkich rzeczą główną?” (odpowiedź poety: „Miłość i śmierć, Ci powiem – obydwie zarówno.”). Jest to liryka intymnego wyznania, budowana jak poetycki autoportret, dająca egzystencjalne studium osoby uwikłanej w nostalgię przemijania. Jak wcześniej, Lechoń nasyca tom aluzjami do kultury – tym razem do dziedzictwa Zachodu. Bohaterami wierszy są wielcy artyści. To Dante, zakochany w Beatrycze (słynny wiersz Spotkanie, z którego Teodor Parnicki zaczerpnął tytuł swej powieści Tylko Beatrycze; temat ponawia Na „Boskiej komedii” dedykacja), „boski Goethe” i „słodki Shelley” (Śmierć), ukochany dla Lechonia Proust. Obrazy poetyckie mają tu charakter wizyjny, często przywoływany jest nastrojowy pejzaż, oddany malarsko, zarazem w duchu romantyzmu – jako przejaw ludzkich uczuć. Wiersz Modlitwa jest apostrofą do Boga-Stwórcy (jako „Gwiazd siewcy i księżyców”) z prośbami „napój nas ciszą” i „Posrebrzaj nas jak gwiazdy”, aż po finalne błaganie: „Oswobódź nas od duszy i wybaw od siebie” (które wyraża znamienny dla całego tomu stan męki bycia).
Miejsce osobne w drugim tomie Lechonia zajmuje cykl Siedem grzechów głównych. Prócz otwierającego całość monologu człowieka „Starganego męką straszną zapasów nierównych” tworzą go wiersze: Pycha, Łakomstwo. Nieczystość, Zazdrość, Obżarstwo i pijaństwo, Gniew oraz Lenistwo. Cykl przywołuje ważne dla chrześcijańskiego Zachodu wyobrażenie grzechów głównych, ujmując je w barokowym klimacie rozdarcia wewnętrznego osoby ludzkiej i jej walki z własnymi słabościami. W całym tomie znamienna jest barokowa antynomia życia i śmierci, miłości i rozpaczy, fascynacji światem i Bogiem zarazem.
Wyrafinowany styl tomu Srebrne i czarne twórczo ponawia takie tradycje jak barok, romantyzm i klasycyzm. Znamienny jest, znowu, regularny wiersz sylabiczny. Cechą zbioru jest też stosowana często puenta (jak w wierszu Spotkanie: „Jest tylko Beatrycze. I właśnie jej nie ma”). Lechoń objawił się tu, jak pisze Artur Hutnikiewicz, jako „poeta uniwersalny”, a „nowy tom [...] był [...] rewelacją pod każdym względem”.
Zbiór Srebrne i czarne został nagrodzony przez Polskie Towarzystwo Wydawców Książek. Zainteresowanie i nagły sukces w dziedzinie poezji nie miały dobrego wpływu na poetę. Przygnieciony ciężarem legendy narastającej wokół niego, nie wydał żadnego zbioru aż do wybuchu wojny. W okresie paryskim nie pisał prawie nic.

#### Tomy późne
Klęska kraju przebudziła w nim chęć tworzenia. Ukazał się tom Lutnia po Bekwarku (Londyn 1942), Nawiązuje on w tytule (oraz wierszu tytułowym) do fraszki Kochanowskiego O gospodyniej (I, 55). Żartobliwy ton poety renesansowego służy tu nostalgicznemu przywołaniu wielkiej tradycji Zachodu, także z lękiem katastroficznym przed jego zagładą. Ukazują to zwłaszcza utwory, których bohaterami są George Byron (Ballada o lordzie Byronie), Joseph Conrad (Na śmierć Conrada), Cyprian Norwid (Norwid), ulubiony przez Lechonia Juliusz Słowacki (Włosy Słowackiego – wiersz z autopsji, ponieważ autor uczestniczył 14 czerwca 1927 w ekshumacji zwłok poety na cmentarzu Montmartre). Lechoń odwołuje się też bezpośrednio do historii najnowszej w wierszach Pieśń o Stefanie Starzyńskim i w dedykowanym Ewie Curie Pożegnaniu „Marsylianki” (ze słowami „Oto wjeżdża człowiek, co kościoły kala”, stanowiącymi aluzję do Hitlera).
Tom Aria z kurantem (Nowy Jork 1945) jest podobny. Jego tytuł nawiązuje do słynnej arii Stefana z III aktu opery Stanisława Moniuszki Straszny dwór. Tytułowy wiersz (zainicjowany słowami „Smutek taki mnie chwycił, że zda się, aż skomli”) wskazuje arię z kurantem jako „muzykę”, która „cieszy”, przywołując lata chwały Polski. Lechoń z malarską precyzją buduje w tomie obrazy, oddające klimat przeszłości lub stan emocji, jak w wierszach Nie-Boska komedia (z przywołaniem Zygmunta Krasińskiego i jego miłości do Delfiny Potockiej), w modlitwie maryjnej Matka Boska Częstochowska (z odwołaniem do obrazu jasnogórskiego i ze słynnymi – wycinanymi przez cenzurę Polski Ludowej z publikacji krajowych po 1945 – wersami „Jeszcze zagra, zagra hejnał na Mariackiej wieży, / Będą słyszeć Lwów i Wilno krok naszych żołnierzy”), Nokturn i B-moll (z nawiązaniem do klimatu muzyki Chopina), Mickiewicz zmęczony, także w słynnym wierszu Kniaźnin i żołnierz (nawiązującym do legendy poety oświeceniowego, który popadł w obłęd po III rozbiorze). Wiersz Rejtan, otwarty wersami „Kiedy wszystko struchlało z obawy Moskali, / On na progu się sali jako kłoda wali”, sięgający po gorzką rzeczywistość pojałtańską (słowa „Dziś, kiedy na świat cały grzmią moskiewskie spiże, / Gdy niejedno poselstwo stopy w Moskwie liże”) i komunistyczne zniewolenie Polski (”...oklask dla przemocy brzmi na wszystkie strony”), rysujący heroiczną postać Rejtana, który woła „«Nie pozwalam!». I to on ma rację” – zakazany przez cenzurę PRL, został przedrukowany w kraju dopiero w 1990.
Powstający długo w okresie nowojorskim ostatni tom Marmur i róża, został ogłoszony jako cykl w zbiorowej edycji Poezje zebrane (Londyn 1954), zawierającej prócz tego przedruki zbiorów wcześniejszych. Zbiór nawiązuje zwłaszcza do romantyzmu, ponawiając technikę zwięzłego „malowania” przeszłości w wierszach Śmierć Mickiewicza, Matejko („I widzisz, mały człowiek, Matejko garbaty”), „Sen srebrny Salomei” (utwór wizyjny, jak przywołany dramat Słowackiego), Vides ut alta stet (nawiązanie do ody Horacego), Z La Manczy (odwołanie do baroku i Cervantesa). Są tu utwory ściśle wizyjne, jak Niebo i Burza (osnuta wokół dramatu Shakespeare’a). Są też obrazy współczesności, jak w Rymach częstochowskich: ociemniała matka Elżbieta Czacka, założycielka Zakładu dla Niewidomych w Laskach („Matko Czacka, która kijkiem szukasz sobie drogi / I masz w oczach niewidzących niebios spokój błogi”). Do syntezy sztuk zbliża się Sarabanda dla Wandy Landowskiej, poświęcona zaprzyjaźnionej sławnej klawesynistce i oddająca rytm sarabandy jako gatunku muzycznego. Poezja Lechonia łączyła w sobie elementy barokowe, romantyczne i klasycystyczne oraz wizyjną grę wyobraźni, odznaczając się wyrafinowanym, dojrzałym stylem. Twórczym nawiązywaniem do wielkiej tradycji estetycznej zdecydowanie wyróżniała się na tle twórczości poetów Skamandra, spośród których najbliższy był mu jako poeta Iwaszkiewicz (choć nawzajem nie cenili swych wierszy).

### Lechoń jakoprozaik
W okresie nowojorskim pociągała go proza fabularna. Urzeczony Proustem pragnął napisać powieść w podobnym stylu, jednak powstający mozolnie Bal u senatora pozostał nieukończony.

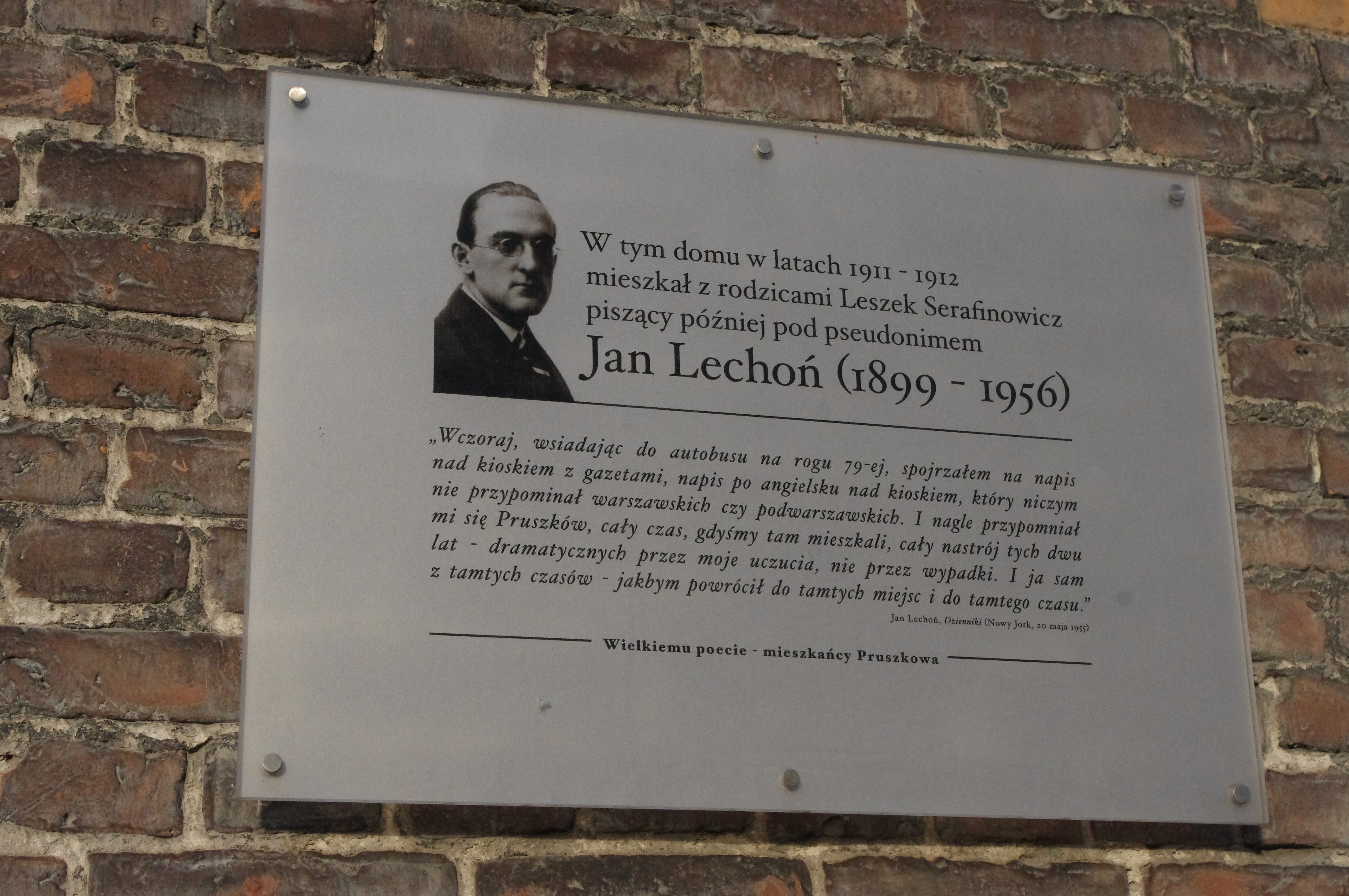
Tablica upamiętniająca Jana Lechonia na ul. Ołówkowej 14 w Pruszkowie

Spełnieniem jest natomiast obszerny dziennik. Sporządzane od 30 sierpnia 1949 do 30 maja 1956 zapiski Lechonia powstały za radą psychiatry i miały stanowić terapię na jego nerwicę. Ciężką depresję Lechonia powodowały dwa czynniki. Pierwszy to oddalenie od Polski oraz jej powojenne zniewolenie komunizmem, a drugi, mocniejszy – ukrywany homoseksualizm poety. Ta dwojaka geneza dziennika czyni z niego przede wszystkim świadectwo tożsamości i wrażliwości Lechonia, najdosłowniej tragiczne, gdyż donos kogoś z polskich hipokrytów stał się przesłanką samobójstwa poety w wyniku skutecznego zadręczenia. Dziennik Lechonia jest dziełem literatury stosowanej, spełniając się w trzech obszarach tematycznych. Pierwszy to studium samego siebie, autoportret smutnego samotnika, spragnionego miłości, związanego homoerotyczną więzią z Aubreyem Johnstonem (wspominanym nieustannie i zwanym „najdroższą osobą”), choć ta miłość, może z winy partnera, nie stłumiła lęku egzystencjalnego. Drugi wątek to obraz współczesności: od codziennego życia Ameryki (sceny z ulic nowojorskich, typy ludzkie, rozczulające Lechonia „małe pieski”) po surowe sądy polityczne, zwłaszcza o słabości starych demokracji wobec brutalnej mocy zniewalającego Polskę komunizmu. Temat trzeci dziennika to kultura polska: przywołane i analizowane arcydzieła jej literatury, malarstwa, teatru, widziane, z nostalgią, na tle dawnego życia poety.
Lechoń był też eseistą. Z jego wykładów w radiu nowojorskim powstał – niedoceniony wciąż – tom O literaturze polskiej, ujęty jak studium, często nowatorskie, o uniwersalnym wymiarze omawianych dzieł (zwłaszcza romantyzmu) oraz bogactwie ich stylu. Pisał też szkice o zawsze fascynującym go świecie teatru oraz o wielu osobistościach kultury współczesnej (jak Wacław Berent, aktor Ludwik Solski, Stefan Żeromski, tłumaczka Conrada Aniela Zagórska) – zebrane po latach w wersji książkowej.
Przetłumaczył także kilka sztuk teatralnych, pisał recenzje literackie.

## Ordery i odznaczenia
- Krzyż Oficerski Orderu Odrodzenia Polski (8 listopada 1930)[28]
- Złoty Wawrzyn Akademicki (5 listopada 1935)[29]

## Nagrody
- nagroda Polskiego Towarzystwa Wydawców Książek (1925).
- Nagroda Związku Pisarzy Polskich na Obczyźnie (1952)[30].

### Teksty Lechonia

#### Poezja
- Jan Lechoń: Poezje. Oprac. Roman Loth. Wrocław, Ossolineum, 1995, BN s. I, nr 256, ISBN 83-04-02503-5.
- Jan Lechoń: Srebrne i czarne. Warszawa, Wyd. Polskiego Towarzystwa Wydawców Książek, 1987, ISBN 83-85000-43-7 – jest to edycja fototypiczna pierwodruku (Warszawa, Tow. Wyd. „Ignis”, 1924).

#### Proza
- Jan Lechoń: Dziennik. Wstęp: Roman Loth. Warszawa, PIW, 1992–1993, ISBN 83-06-02203-3, t. I–III (pierwodruk: Londyn, Wyd. „Wiadomości”, 1967–1973, t. I–III).
- Jan Lechoń: O literaturze polskiej. Warszawa, Interim, 1993, ISBN 83-85083-29-4.
- Jan Lechoń: Cudowny świat teatru. Artykuły i recenzje 1916–1962. Oprac. Stanisław Kaszyński. Warszawa, PIW, 1981, brak numeru ISBN.
- Jan Lechoń: Portrety ludzi i zdarzeń. Oprac. Paweł Kądziela. Warszawa, Biblioteka „Więzi”, 1997, ISBN 83-85124-03-9 – eseje.
- Jan Lechoń, Mieczysław Grydzewski, Listy 1923–1956, Biblioteka „Więzi”, 2006, ISBN 83-60356-26-2.
- Jan Lechoń: Aut Caesar aut nihil. Warszawa, Biblioteka „Więzi”, 2007, ISBN 978-83-60356-35-7 – esej.
- Jan Lechoń: Coraz trudniej żyć a umrzeć strach. Listy 1952–1955. Oprac. Beata Dorosz. Warszawa, Biblioteka „Więzi”, 2008, ISBN 978-83-60356-49-4 – korespondencja z Zofią i Rafałem Malczewskimi.

### Opracowania
- Artur Hutnikiewicz: Portrety i szkice literackie. Warszawa-Toruń, PWN, 1976, brak numeru ISBN, rozprawy: Życie i śmierć poety. (O twórczości Jana Lechonia); Dziennik Lechonia.
- Jarosław Iwaszkiewicz: Lechoń. W: Aleja przyjaciół. Warszawa, Czytelnik, 1984, ISBN 83-07-01073-X.
- Joanna Kisielowa: Retoryka i melancholia. O poezji Jana Lechonia. Katowice, Wyd. UŚ, 2001, ISBN 83-226-1043-2.
- Józef Adam Kosiński, Album rodzinne Jana Lechonia, Stanisław Kaszyński, Warszawa: Czytelnik, 1993, ISBN 83-07-01823-4, OCLC 69546501. Brak numerów stron w książce
- Lewandowski W., Poeta niemodny. O twórczości poetyckiej Jana Lechonia, Instytut Literatury, Kraków 2020[31]
- Jan Marx, Skamandryci, Warszawa: Alfa, 1993, ISBN 83-7001-753-3, OCLC 833968846. Brak numerów stron w książce
- Ireneusz Opacki: Lechoń i polskie mity. Warszawa, Wyd. Szumacher, 1993, ISBN 83-900953-0-0.
- Janusz Stradecki: W kręgu Skamandra. Warszawa, PIW, 1977, brak numeru ISBN.
- Krzysztof Tomasik: Prototyp homoseksualnego konserwatysty. O Janie Lechoniu. W: Homobiografie. Pisarki i pisarze polscy XIX i XX wieku. Warszawa, Wyd. Krytyki Politycznej, 2008, ISBN 978-83-61006-20-6.
- Wspomnienia o Janie Lechoniu. Oprac. Paweł Kądziela. Warszawa, Bibl. Więzi, 2006, ISBN 83-60356-18-1.
- Wojciech Wyskiel, Kręgi wygnania. Jan Lechoń na obczyźnie, Kraków: Wyd. UJ, 1988, ISBN 83-233-0262-6, OCLC 830085897. Brak numerów stron w książce
- Jadwiga Zacharska: Skamander. Warszawa, Wyd. Szkolne i Pedagogiczne, 1977, seria „Biblioteka «Polonistyki»”, 1977, brak numeru ISBN

### Nagrania dźwiękowe
- „Jan Lechoń – życzenia na Boże Narodzenie” – nagranie głosu Jana Lechonia z archiwum Radia Wolna Europa.

## Jan Lechoń w mediach
W 1991 wyprodukowano film dokumentalny pt. Jan Lechoń w reżyserii Aliny Czerniakowskiej. Film przedstawia sylwetkę polskiego poety Jana Lechonia, który od 1940 mieszkał w Stanach Zjednoczonych. Autorzy zarejestrowali recytację fragmentów wierszy poety oraz mowę pogrzebową Kazimierza Wierzyńskiego. Przy realizacji obrazu użyto zdjęć ze zbiorów Muzeum Literatury.
Jan Lechoń oraz jego związek z Józefem Rajnfeldem został ukazany w powieści Wojciecha Dutki Czarna pszczoła, wyd. Albatros 2017.

## Upamiętnienie
Od 24 listopada 1962 ulica w Warszawie, na terenie obecnej dzielnicy Żoliborz, nosi nazwę ulicy Jana Lechonia.
Imię Jana Lechonia noszą ulice m.in. w Częstochowie, Krakowie, Ostrowi Mazowieckiej, Stargardzie, Wrocławiu, Zgierzu,